# Parectopa grisella
Parectopa grisella là một loài bướm đêm thuộc họ Gracillariidae. Loài này có ở Indonesia (Java) và Malaysia (West Malaysia).
Ấu trùng ăn Manilkara zapota và Mimusops elengi. Chúng có thể ăn lá nơi chúng làm tổ.